# Fever (Madonna-dal)
A Fever című dal Madonna amerikai énekesnő 1993. március 22-én megjelent negyedik kislemeze az ötödik, Erotica című stúdióalbumáról. A dal egy feldolgozás, amelyet eredetileg Little Willie John jelentetett meg 1956 augusztusában.

## Előzmények
Madonna éppen az ötödik stúdióalbumán dolgozott Shep Pettibone producerrel, és épp a "Goodbye to Innocence" című dal felvételénél jártak, amikor a dal elkészítésének utolsó szakaszában  a "Fever" szövegét kezdte el énekelni a felvett "Goodbye to Innocence" helyett. Madonnának annyira megtetszett a dal hangzása, hogy felvette a dalt. 2008 szeptemberében a "Fever" Madonna féle változata elhangzott a Desperate Housewives 5. évadának televíziós promóciós adásában.
Rikky Rooksby szerző szerint Madonna az eredeti változat kompozícióját úgy változtatta meg, hogy dobritmusokat adott hozzá a pergődobhoz hasonló beatbox hangzáshoz. Az eredeti akkordmenetet eltávolítva Madonna eredeti szöveget visz a dalba, melyben vonós hangszereket, marimbát, és "ujjpopokat" tartalmaz különböző időközönként. Rooksby megjegyzi, hogy Madonna távoli és testetlen hangon énekel, melynek a kísérő szövegét a tánczenébe helyezi.

## Fogadtatás
A Baltimore Sun munkatársa, J.D. Considine úgy méltatta a dalt, mint az eredeti változat pimasz, house stílusú remake-jét. Megjegyezte továbbá, hogy Madonna és az albumon dolgozó producercsapat a vártnál túllépte a dalt, az valóban felforrósodik, és a szó legjobb értelmében testtudatos hangzást biztosít, példázva kijelentéseit a "Fever"-rel. A Billboard egyik munkatársa a dalt "házi feldolgozásnak" nevezte, mondván méltó feldolgozás volt erre. 2018 augusztusában a Billboard az énekesnő 66. legjobb dalának választotta a dalt. "Miközben ennek a klasszikusnak számító dalnak a legtöbb változata parázslik, Madonna távolodik, és eltávolodik a dalban, és teljesen hideg érzést biztosít a dal előadása közben. Hunter Hauk a Dallas Observertől a dalt finom lélekkeltőnek nevezte, mely Madonna ének előtti hangjához készült. David Browne a The Entertainment Weekly munkatársa "lélektelennek" nevezte Madonna hangjhát, majd elmondta: "Te és Shep biztosan remek munkát végeztek, és csupán szójáték volt a régi Peggy Lee slágert technó drónná alakítani, és hallhatni ezt a kiszáradt hangzást, mely hideg, elhalt, és távoli. Judge Rogers a The Guardiantól a dalt felesleges trance korszaki frissítésnek nevezte, mely a pop legfájdalmasabb szexről szóló dala. Ennek ellenére a dalt mégis a 72. helyre sorolta Madonna kislemezeinek rangsorában az énekesnő 60. születésnapja tiszteletére.
James Masterton zenei író a heti brit slágerlistájában kijelentette, hogy Madonna koronája továbbra is sértetlen. Alan Jones a Music Week munkatársa az ötből négyesre értékelte a dalt, és a hét legjobb dalának választotta. Hozzátette, hogy ez az album meglehetősen szelíd, de Pettibone/Falcon/Gaeten producereknek köszönhetően több ütős és táncparkettes lehetőségeket rejt, és ennek eredményeképpen meg kell őriznie az egymást követő Top 10 slágerek rekordsorozatát. A The New York Times szerkesztője Stephen Holden azt írta, hogy az album lágyabb pillanatai közé tartozik a "Fever" selymes hip-hop feldolgozása. Rikky Rooksby szerző a dalt "uniszexnek" és "steril" dalnak nevezte, mely természetesen rossz helyen van az Erotica második számaként. A Slant Magazine Sal Cinquemani véleménye szerint Madonna vokális teljesítménye igazi sztárrá avanzsálja [...] lehet, hogy hiányzik belőle Peggy Lee parancsa, de önbizalmat, és kontrollt sugároz, mely az Erotica fő tézisének, a szerelemnek a tökéletes megtestesülése. Alfred Soto a Stylus Magazintól azt íríta, hogy ennek a dalnak megvan a maga egyedi sajátos energiája, amelyet Joni Mitchell Blue (1971) című albumának anyagával hasonlított össze. A Washington Post munkatársa, Richard Harrington "menő, mechanikus szavalatnak ítélte, melynben több figyelmet fordítanak a zene pulzusára, mint a szívére.
Bár a "Fever" című dal hivatalosan soha nem került kiadásra kislemezen az Egyesült Államokban, mégis táncsláger lett, mely Madonna 15. Billboard Hot Dance Club Play 1 helyezett dala  lett. Az 1993. május 15-i megjelenés 7. hetében emelkedett a helyezése a toplistán. Az Egyesült Királyságban a dal 1993. április 3-án debütált az angol kislemezlista 6. helyén, és 2008 augusztusáig 86.077 példányt értékesítettek belőle. A dal a finn kislemezlistán 1993. április 15-én érte el a csúcsot. Írországban az Irish Singles Chart első tíz helyezettje között volt, és a 6. helyen végzett, ahol négy hétig szerepelt. Olaszországban a 12., Új-Zélandon a 17., Belgiumban a Flandria régió Ultrapop listáján a 22., Franciaországban a 31., Ausztráliában pedig az 51. helyezett volt.

## Videóklip és élő előadások
A klipet Stéphane Sednaoui rendezte, és 1993 áprilisában forgatták a Greenwich Stúdióban, Miamiban, Floridában. A klip világpremierje 1993. május 11-én volt az MTV-n. A klip szerepel a The Video Collection 93:99 című DVD válogatáson is. A klipben Madonna felváltva látható vörös parókában, és ezüst testfestékben, különféle jelmezekben, ahol kaleidoszkópszerű hátterek előtt táncol, valamint ősi istennőként pózol. Lángszerű légkör veszi körül, melyben végül kiég. Sednaoui szerint az énekest így akarta ábrázolni a klipben, mint egy provokatív szentet, aki kimondja amit gondol, és kész égni ezért. A rendező arra is kitért, hogy a Maverick kiadó vezetői olyan valamit akartak csinálni, és mutatni a klipben, ami nem a hagyományos Madonna, - amit ismerünk. Több pontot, több diszkót, több klubot [...] Charles Aaron a Spin magazintól a klipet "dub"-nak minősítette. A dal klipjét 2018 februárjában tették közzé Madonna hivatalos YouTube csatornáján. 2021 szeptemberéig majdnem 2 millióan nézték meg.
Az Erotica promóció elindításaként Madonna előadta a "Fever"-t, és a "Bad Girl"-t a Saturday Night Live című műsorban 1993 januárjában. Az 1000. The Arsenio Hall Show során Madonna a dal eredeti változatát adta elő egy zenekar kíséretében, fekete klasszikus ruhában, és cigarettával. A dalt Madonna az 1993-as The Girlie Show turné második dalaként is előadta. Az "Erotica" után az énekes részben levetkőzik, majd terpeszkedik, és szuggesztív táncot jár két félmeztelen férfi táncossal. A dal végén Madonna és a két tartalék táncos leereszkedik egy szó szerinti tűzgyűrűbe. 2015-ben a dal a cappella változatát adta elő Madonna a Rebel Heart Tour részeként Saint Paul-ban. A dal elhangzott 2019. november 25.-én is, a Madame X Tour részeként a cappella előadásban.

### Slágerlista
| Slágerlista (1993)                   | Legjobb helyezés |
| ------------------------------------ | ---------------- |
| Ausztrália (ARIA)                    | 51               |
| Belgium Ultratop Flanders            | 22               |
| (Eurochart Hot 100)                  | 26               |
| Finnország (Suomen virallinen lista) | 1                |
| Franciaország SNEP                   | 31               |
| Izland (Íslenski Listinn Topp 40)    | 23               |
| Írország IRMA                        | 6                |
| Hollandia (Dutch Top 40 Tipparade)   | 22               |
| Hollandia (Single Top 100 Tipparade) | 5                |
| Új-Zéland Recorded Music NZ          | 17               |
| Egyesült Királyság OCC               | 6                |
| UK Dance (Music Week)                | 14               |
| Dance/Club Songs (Billboard)         | 1                |
| Dance/Singles Charts (Billboard)     | 1                |

| Slágerlista (1993)               | Helyezés |
| -------------------------------- | -------- |
| Hot Dance Club Songs (Billboard) | 44       |